# 路加福音第7章
路加福音7章是《新約聖經·路加福音》的第7章，全章共有50節。

## 内容与分段
在路加福音7章的第1-10节，耶稣在迦百农治好百夫长将死的奴仆；在11-17节，记载耶稣怜悯哀哭的寡妇，使其独子复活；在18-35节，记载耶稣坚固施洗约翰；36-50节，记载耶稣赦免一个“拿着一玉瓶的香膏，用眼泪湿了耶稣的脚，又用自己的头发擦干，还热切的亲祂的脚，并且把香膏抹上”的女人的罪。  

## 相关研究

### 对观福音研究
在对观福音中，路加福音7章1-10节治好百夫长将死的奴仆的事例，也可见于马太福音8章的5-13节。18-35节坚固施洗约翰的事例，也可见于马太福音11章的2-19节。但是11-17节使寡妇独子复活的事例，则为路加福音所独有。

## 附註及參考
1. ↑  路加福音7章37-38节

## 外部連結
- 路加福音第7章（和合本） （页面存档备份，存于）

| 先前 路加福音6章 | 新約聖經的章節 路加福音 | 其後 路加福音8章 |